# Natividade (ort)
Natividade är en ort i Brasilien.   Den ligger i kommunen Natividade och delstaten Rio de Janeiro, i den sydöstra delen av landet, 800 km sydost om huvudstaden Brasília. Natividade ligger 216 meter över havet och antalet invånare är 12 014.
Terrängen runt Natividade är lite kuperad. Närmaste större samhälle är Tombos, 16,1 km norr om Natividade.
Omgivningarna runt Natividade är huvudsakligen savann. Runt Natividade är det ganska glesbefolkat, med 43 invånare per kvadratkilometer.